# 트라이아나 가도

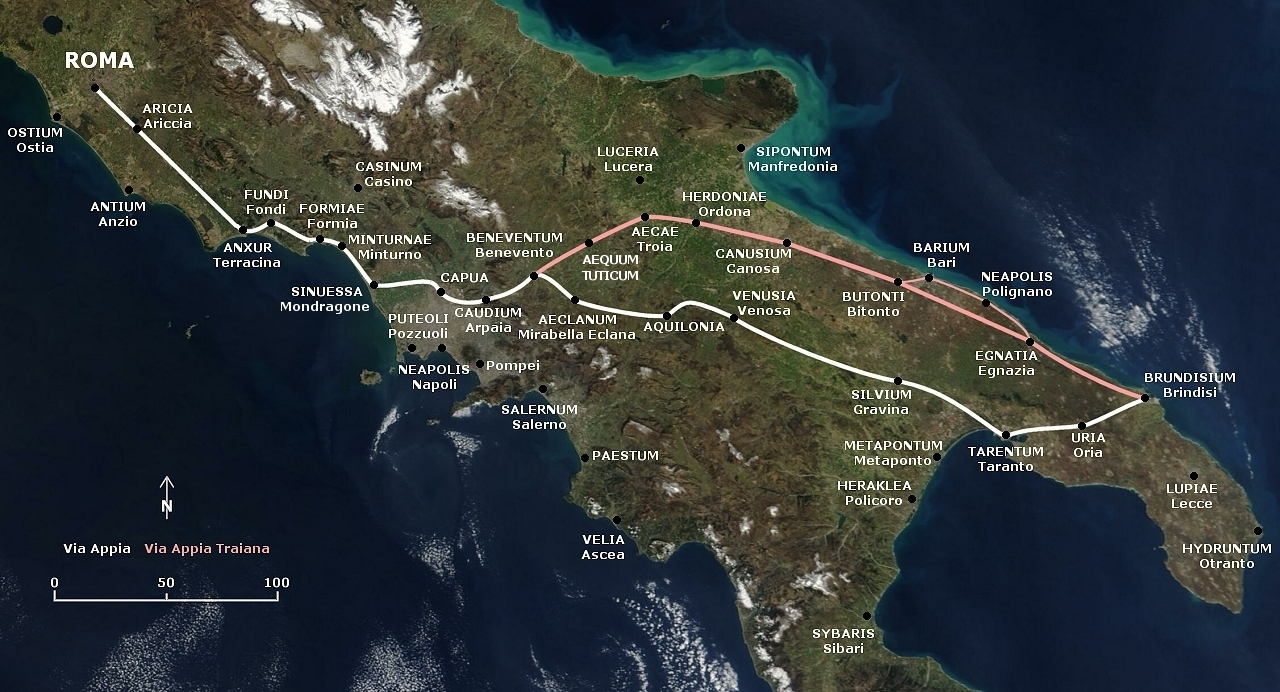
아피아 가도(하양)와 트라이아나 가도(빨강)

트라이아나 가도(Via Traiana)는 고대 로마의 도로이다. 이 도로는 베네벤툼에서 시작되는 아피아 가도의 연장선상으로서 트라야누스 황제가 건설하였으며, 더 짧은 경로(타렌툼보다는 카누시움, 부툰툼, 바리움을 통한)로 브룬디시움(브린디시)에 도달했다. 이 도로 건설은  베네벤툼에 있는 개선문에 기념되어 있다.

## 배경
트라이아나 가도는 트라야누스 황제가 사비를 털어 서기 109년에 건설되었으며, 상대적으로 군사 활동에서 자유롭던 기간에 지어졌다. 이로 인해서 트라이아나 가도가 시작되던 아피아 가도는 베노사 (베누시아)와 타란토 (타렌툼)를 연결하던 군용 도로로서 본래 중요성을 상실하고 만다. 거기다 기원전 291년에 군사용 식민지로 건설된 베누시아와 로마 간의 직접적인 군사 연락 유지가 내전 상황을 제외하면 더 이상 필요하지 않았고, 아피아 가도는 단순히 브린디시로 이어지는 수단이 되었다.

## 경로
스트라본은 이후에 트라이아나 가도를 통한 브룬디시움에서 베네벤툼을 가는 것이 날씨가 좋으면 옛 공화정 시기의 도로인 아피아 가도보다 적게 걸린다고 정확히 나타낸바 있다. 실제 거리는 브룬디시움에서 베네벤툼까지 아피아 가도가 327km이고 트라이아나 가도가 330km로 나타나지만, 이 차이는 도로의 지형에 있다. 아피아 가도를 따라 베네벤툼에서 106km 떨어진 베누시아에 도착할 때까지 많은 높은 언덕들과 험한 지형들이 존재한다. 이와 대조적으로, 트라이아나 가도는 베네벤툼에서 처음 64km는 마찬가지로 까다로운 경로를 마주하지만, 브룬디시움까지 가는 데 또다른 심각한 언덕은 존재하지 않는다.

## 로마 교량
트라이아나 가도를 따라 몇몇 로마의 교량 유적들[Ponte dei Ladroni, Ponte delle Chianche, Ponte Pietra, Ponte Rotto (카라펠레강), Ponte Rotto (체르바로강), Ponte sul Ofanto, Ponte Valentino]이 존재한다.

## 같이 보기
- 로마의 교량
- 로마의 공학

## 참고 문헌
- Via Traiana. "The Oxford Classical Dictionary." 3rd ed. 2003.
- Strabo. "Geography: Books 6-7." Trans. Horace Leonard Jones. Cambridge: Harvard University Press, 1995.
- The Via Traiana. "Papers of the British School at Rome," Vol. VIII, No.5; pages 104-171. London: Macmillan & Co., Limited, 1916.